# Канюк чорноголовий
Каню́к чорноголовий (Leucopternis semiplumbeus) — вид яструбоподібних птахів родини яструбових (Accipitridae). Мешкає в Центральній і Південній Америці.

## Опис

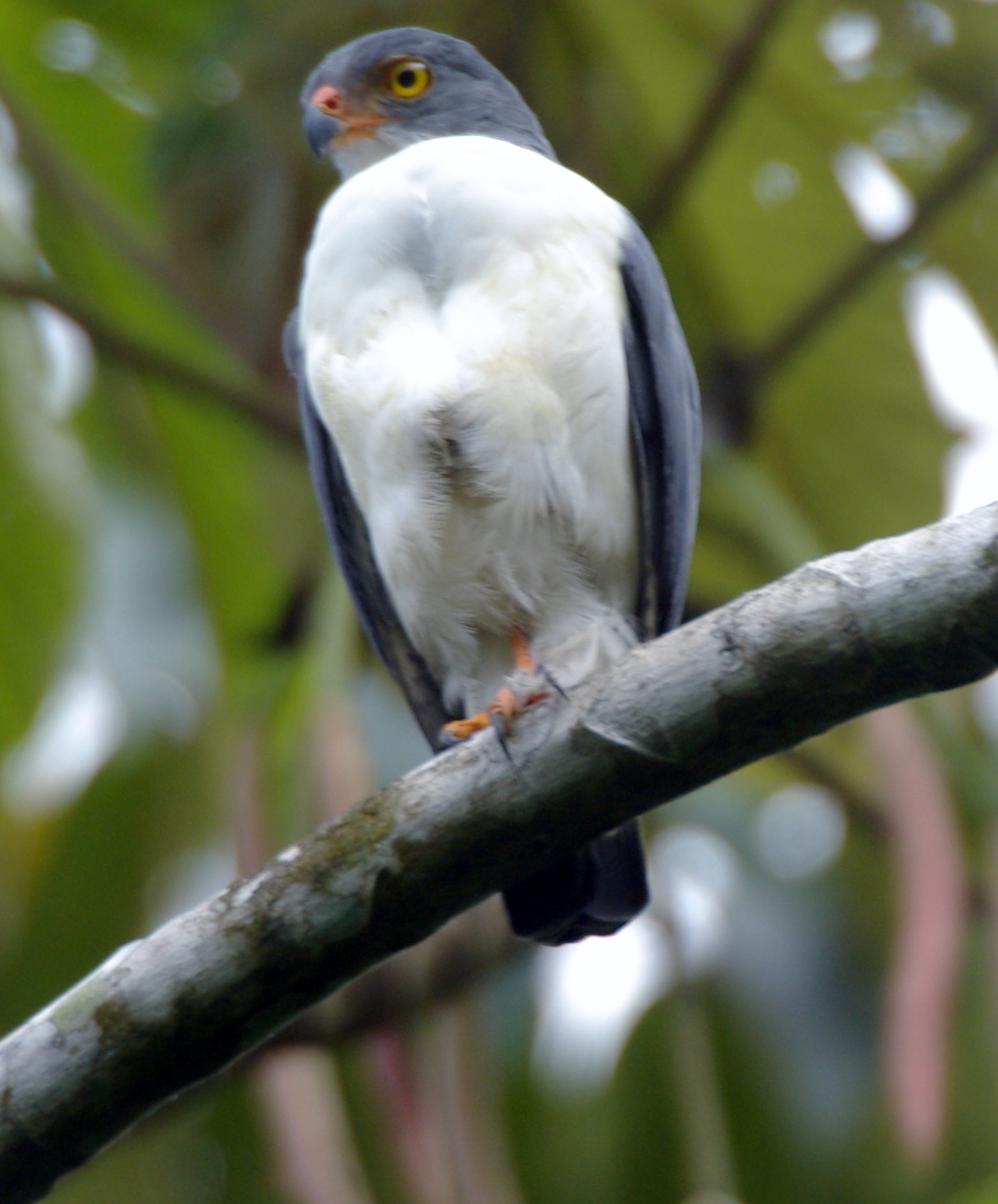
Чорноголовий канюк

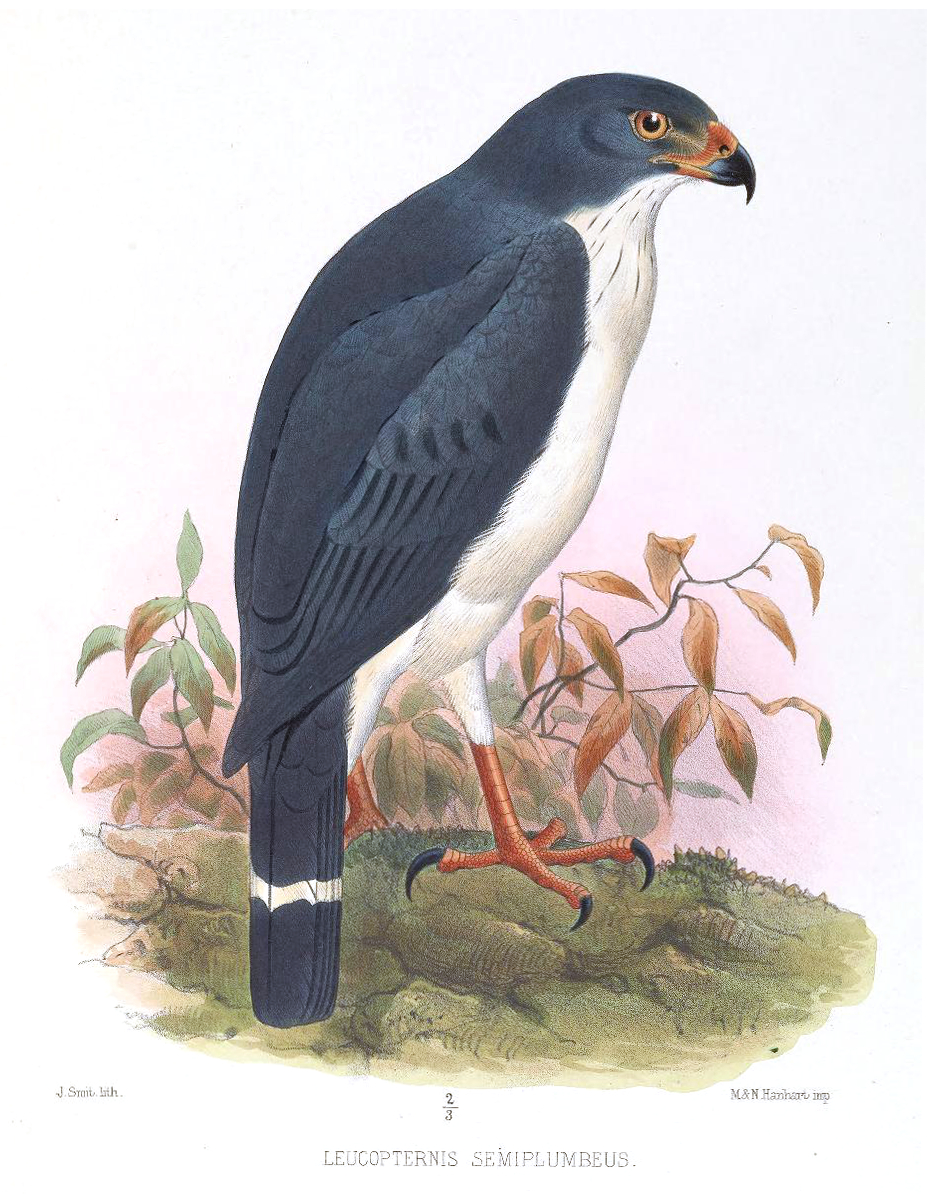
Чорноголовий канюк

Чорноголовий канюк — відносно невеликий хижий птах з кремезною будовою тіла і відносно короткими крилами. Його середня довжина становить 31-36 см, розмах крил 51–64 см, самці важать 250 г, самиці 350 г. Довжина крила у самців становить 15,6–18,4 см, у самиць 18,3–20,2 см, довжина хвоста у самців становить 12,7–13,7 см, у самиць 12,6–14,8 см, довжина дзьоба у самців становить 18–20 мм, у самиць 18–21 мм, довжина цівки у самців становить 55–64 мм, у самиць 57–66 мм.
Верхня частина тіла темно-сіра, крила і хвіст чорнувато-сірі, кінчики крил сірі. На хвості 1-2 вузькі білі смуги. Нижня частина тіла біла. Очі блідо-жовті, восковиця жовтувато-оранжева або оранжево-червона. Лапи червоні або оранжево-червона. У молодих птахів на голові білі смуги, спина поцяткована білими плямами, на грудях тонкі чорні смуги. На хвості 2 (іноді 3) білі смуги. Очі жовтувато-карі або жовті, восковиця оранжево-жовтувата або оранжева, лапи оранжева. Під час сезону розмноження можна почути крик чорноголового канюка — серію пронизливих висхідних посвистів "кві... ві... ві...", іноді також поодиноке "кві". Під час негніздового періоду можна також почути тихи, пронизливий, нечіткий свист, який повторюється через деякі проміжки часу.

## Поширення і екологія
Чорноголові канюки мешкають на південному сході Гондурасу, в Нікарагуа, на карибському узбережжі Коста-Риці і Панами (на схід до каналу, далі по всій території країни), в західній і північній Колумбії та на північному заході Еквадору, у 2012 році спостерігалися в Перу. Вони живуть у вологих рівнинних тропічних лісах, на узліссях, в Колумбії у вторинних лісах. Зустрічаються на висоті до 100 м над рівнем моря, переважно на висоті до 500 м над рівнем моря, один раз були зафіксовані на висоті 1600 м над рівнем моря. Живляться зміями і ящірками, зокрема амейвами, кажанами, імовірно також земноводними, дрібними птахами і гризунами.